# بازرس مخفی سلطنتی
بازرس مخفی سلطنتی (کره‌ای: 암행어사; لاتین‌نویسی اصلاح‌شده: Amhaeng-eosa) یک مجموعهٔ تلویزیونی کره جنوبی در ژانر تاریخی کمدی و کارآگاهی است. این مجموعه به کارگردانی کیم جونگ-مین و با بازی کیم میونگ-سو، کوان نارا، لی یی کیونگ و جو سو-مین است. این مجموعه به نویسندگی کانگ مین-سون و پارک سونگ-هون است و دربارهٔ یک مقام دولتی در دوران چوسان است که به نام بازرس مخفی سلطنتی شناخته می‌شود. این مجموعه از ۲۱ دسامبر ۲۰۲۰ تا ۹ فوریه ۲۰۲۱ روزهای دوشنبه و سه‌شنبه ساعت ۲۱:۳۰ (کی‌اس‌تی) از کی‌بی‌اس۲ روی آنتن رفت.

## بازیگران

### اصلی

#### سه تفنگدار
- کیم میونگ-سو در نقش سونگ یی-گیوم، بازرس مخفی سلطنتی.[۶]
- کوان نارا در نقش هونگ دا-این/هونگ‌لانگ/لی یونگ-شین، یک پلیس زن که زیبایی او با هوانگ جین یی قابل مقایسه است. او عضوی از دارودستهٔ مأمور مخفی سلطنتی می‌شود.[۷]
- لی یی کیونگ در نقش پارک چون-سام، خدمتکار سونگ یی-گیوم.[۸]

## جوایز و نامزدی‌ها
| سال  | جوایز               | دسته‌بندی                          | گیرنده       | نتیجه    | منابع  |
| ---- | ------------------- | --------------------------------- | ------------ | -------- | ------ |
| ۲۰۲۱ | جوایز درامای کی‌بی‌اس | برترین بازیگر مرد                 | کیم میونگ-سو | نامزدشده | [ ۹ ]  |
| ۲۰۲۱ | جوایز درامای کی‌بی‌اس | بهترین بازیگر مرد در یک مینی‌سریال | کیم میونگ-سو | نامزدشده | [ ۱۰ ] |
| ۲۰۲۱ | جوایز درامای کی‌بی‌اس | بهترین بازیگر زن در یک مینی‌سریال  | کوان نارا    | برنده    | [ ۱۱ ] |
| ۲۰۲۱ | جوایز درامای کی‌بی‌اس | بهترین بازیگر نقش مکمل مرد        | لی یی کیونگ  | برنده    | [ ۱۲ ] |